# TBC Dream FM
TBC Dream FM은 SBS와 라디오 방송에 관한 업무제휴 협정을 맺고 1997년 12월 1일 TBC를 개국하였다. 이후 조항산(2001년), 학가산(2008년), 와룡산(2015년)에 중계시설을 설치함에 따라 대구경북 대부분 지역을 방송권역으로 삼게 되었다. FM라디오 1채널을 운영중이며 대구·경북 전 지역을 가청권역으로 하고 있다. 현재 약 66%는 SBS 파워FM 프로그램이, 나머지 34% 정도는 드림FM 자체 제작 프로그램을 방송한다.
개국 당시에는 몇달 만 일부 프로그램에서 SBS 파워 FM 전파를 릴레이 받고 1998년 봄개편부터 SBS 파워FM 방송을 송출하지 않고 100% 전체 방송 시간을 모두 TBC에서 자체 제작한 프로그램을 방송하기로 하였으나 IMF 외환위기로 인하여 경제적 어려움과 당시 TBC 운영 주체인 (주)청구그룹이 법원에 화의 신청을 하였으며 이후 법원의 권유에 따라서 법정관리 신청을 하여 (주)청구그룹이 부도위기에 직면하자 방송국 운영에 어려운 점이 있는 것을 감안하여 1998년 봄 개편 이후에는 SBS와 기본협정을 끊고 라디오는 모든 프로를 TBC 자체 프로로 채운다는 100% 자체편성은 무산되었다. TBC 드림 FM 개국 당시에는 밤 늦은시간과 이른시간 일부를 제외하고 모두 TBC 자체 프로그램만 대부분 방송 되었다. 당시에는 전체 방송시간 중 70%는 TBC 자체 프로그램이 방송되었고 나머지 30%는 SBS에게 전파를 받아 SBS 파워 FM 프로그램이 그대로 방송되었다. IMF 외환위기 이후에는 SBS 러브FM이 개국한 직후부터 2005년까지 TBC 드림 FM으로 SBS 파워FM 프로그램만 방송하지 않고 일부는 SBS 러브FM의 프로그램이 방송 되었으며 한동안 SBS 8 뉴스도 SBS 러브FM과 동일하게 라디오로 수중계 방송 되었으며 SBS의 매 시간 정각 뉴스프로그램 일부도 방송되었다.

## 프로그램
| 프로그램명           | 방송 시간                                                                                 | 진행자                                                 | 비고          |
| -------------------- | ----------------------------------------------------------------------------------------- | ------------------------------------------------------ | ------------- |
| 음악이 있는 아침     | 매일 아침 5시 ~ 7시                                                                       |                                                        |               |
| 오늘은 즐거운 가요!  | 매일 아침 6시 ~ 7시                                                                       | 김대진                                                 | 비시즌 한정   |
| 돈 워리 비 해피      | 매일 오전 11시 ~ 11시 50분                                                                | 김선희                                                 | 진행 및 연출  |
| TBC 낮 종합뉴스      | 매일 오전 11시 50분 ~ 낮 12시                                                             | 백승열 앵커                                            |               |
| 라디오 세상          | 매주 월, 토, 일요일 오후 6시 ~ 7시 / 프로야구 경기가 없는 날 오후 6시 ~ 8시               | 이향원                                                 | 야구시즌 한정 |
| TBC 프로야구         | 매주 화요일 ~ 금요일 저녁 6시 ~ 10시 / 주말 및 공휴일 낮 2시, 저녁 5시, 저녁 6시 (유동적) | 진행 : 장진영, 중계방송 캐스터 : 김대진, 해설 : 강동우 | 야구시즌 한정 |
| 배영서의 매직? 뮤직! | 매일 밤 8시 ~ 10시                                                                        | 배영서                                                 |               |
| 장진영의 해피드림    | 매일 밤 11시 ~ 12시                                                                       | 장진영                                                 |               |
| 조현진의 더 클래식   | 매주 토요일 ~ 일요일 밤 11시 ~ 12시                                                       | 성악가 조현진                                          |               |
| 한밤의 플레이리스트  | 매주 월요일 ~ 토요일 밤 12시 ~ 1시                                                        | 이나래                                                 |               |
| TBC 가요아카데미     | 매주 일요일 밤 12시 ~ 1시                                                                 |                                                        |               |

## 방송 송출 시설망
TBC Dream FM
| TBC Dream FM  | TBC Dream FM | TBC Dream FM | TBC Dream FM | TBC Dream FM                          | TBC Dream FM |
| 송신소        | 주파수       | 출력         | 호출부호     | 송신소 위치                           |              |
| ------------- | ------------ | ------------ | ------------ | ------------------------------------- | ------------ |
| 팔공산 송신소 | FM 99.3MHz   | 5kW          | HLDE-FM      | 경북 영천시 신녕면 치산리 산141-5     |              |
| 조항산 송신소 | FM 99.7MHz   | 1kW          | HLDE-FM      | 경북 포항시 남구 장기면 죽정리 산94-1 |              |
| 학가산 송신소 | FM 106.5MHz  | 500W         | HLDE-FM      | 경북 안동시 북후면 신전리 산69        |              |
| 와룡산 중계소 | FM 106.5MHz  | 100W         | HLDE-FM      | 대구 달서구 이곡동 산1                |              |

## 라디오 시작 멘트
- TBC Dream FM입니다. (광고 후 시보)

## 라디오 주파수 멘트
- 대구,경주 99.3 MHz, 포항,울진 99.7 MHz, 안동,영주 106.5 MHz TBC Dream FM입니다. (TBC Dream FM 로고송 후 시보)

## 로고송
- 언제나 정다운 소리 나의 TBC Dream FM~ 포근한 사랑의 소리 나의 TBC Dream FM~ Dream~ Dream~ Dream~ FM!
- 정다운 가족 다정한 친구 TBC Dream FM~ (무광고 시보)

## 제공 시보

### 정각 시보
- 서한 이다음
- 스파밸리
- 오렌지라이프
- 호산대학교
- 영진사이버대학교
- 계명문화대학교
- 영남이공대학교
- 영진전문대학교
- 한국폴리텍대학 대구캠퍼스
- 대구미래대학교
- 대구예술대학교
- 켈란썬팅
- 무극안경
- 1544-7988 대구대리운전협동조합
- 현창건설
- 가족처럼 친구처럼 TBC Dream FM
- 영남대학교 RIS미래차전환부품사업단
- 빌사부

### 30분 시보
- 안전한 대리운전 1544-7979 대구사랑 대리운전
- 가족처럼 친구처럼 TBC Dream FM
- 영남대학교 RIS미래차전환부품사업단

## 사가
- 1997년 12월 1일부터 현재까지 TBC Dream FM 방송시작멘트에 TBC 대구방송의 사가로 사용되고 있다. 이 사가는 방송 시작멘트에서 들을 수 있다.

1절
민족의 정기어린 팔공산 높이
우리 함께 손잡고 밝혀든 횃불
내 고장 내 조국 밝은 내일 향하여
새역사 창조하리 빛의 큰 울림
2절
아름다운 낙동강 꿈꾸는 여기
우리 함께 뜻모아 드높은 기상
신나고 풍요로운 밝은 사회 향하여
민족 문화 꽃 피우리 빛의 큰 울림
후렴
우리 방송 TBC 우리 방송 TBC 세계의 방송
찬란하게 빛나리라 그 이름 TBC

## 직원 현황 (2024년 기준)
- 아나운서 - 신상윤, 김선희, 김도휘, 장진영, 김명미, 백승열, 이향원, 박수연[2], 김예은
- 진행자, 리포터, DJ - 한기웅, 최소라, 배영서, 김철원, 문채희, 조수아, 장예은, 김건영, 예나, 이도현, 홍선미, 이나래, 정진욱
- 삼성 라이온즈 프로야구 캐스터 - 김대진
- 삼성 라이온즈 프로야구 해설위원 - 김용국

## 같이 보기
- TBC